# Hebe
För andra betydelser, se Hebe (olika betydelser).

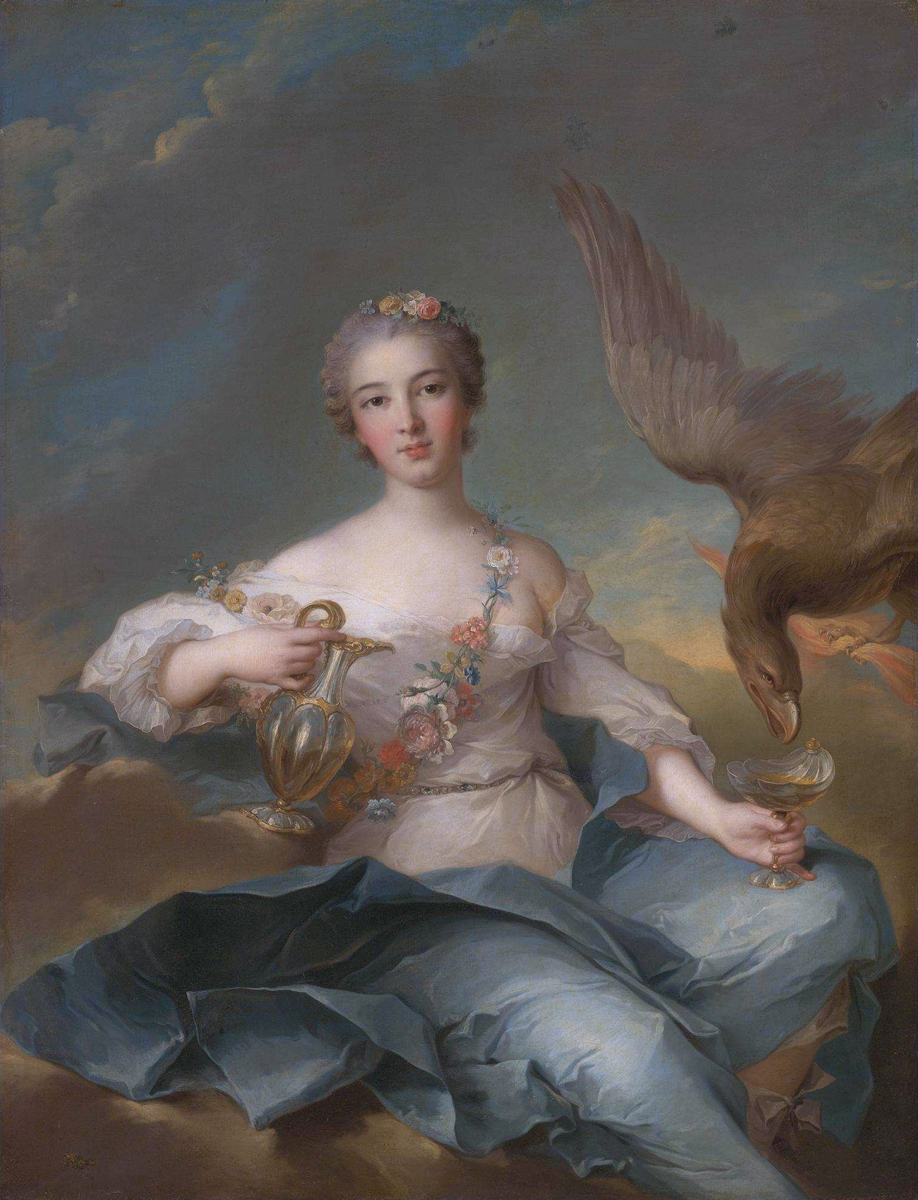
Louise Henriette av Bourbon som Hebe. Från ca 1744 av Jean-Marc Nattier. I Nationalmuseums samlingar.

Hebe var i grekisk mytologi dotter till Zeus och Hera, hustru till Herakles. Hon motsvaras i romersk mytologi av Juventas.
Hebe hjälpte till med hushållssysslor i Olympen och var även vattnets och ungdomens gudinna. Hon serverade, gjorde i ordning bad åt Ares och hjälpte Hera spänna för sin vagn. När Hebe gavs som hustru till Herakles sedan han uppnått gudars rang fick Ganymedes ta över hennes uppgifter.